# Geffen Records
Geffen Records – amerykańska wytwórnia płytowa należąca do Universal Music Group, założona w 1979 roku przez biznesmena Davida Geffena.